# 한티인
한티인(러시아어: Ханты/ханти)은 서시베리아 북부의 우고르계 민족으로, 만시인과 함께 유그라 지역(오늘날 한티만시 자치구)에 거주해온 원주민족이다. 과거에는 오스탸크(остяки)라고도 하였다.
인구는 31,467명(2021년 조사 기준)으로, 절반 이상이 거주하는 한티만시 자치구 뿐 아니라 야말로네네츠 자치구, 기타 튜멘주 지역 등에도 분포한다.
이들이 사용하는 한티어는 만시어 및 헝가리어와 함께 핀우그리아어파의 우그리아어군에 분류되는 언어이다.

## 이름
한티어에는 약 10개의 방언이 있고 크게 3개의 분류로 나눌 수 있는데, 각 방언에 따라 같은 민족명의 발음이 다소 다르다. 북부 방언에서는 '한티'(ханти) 또는 '한테', 중부 방언에서는 '한데'(хандэ), 남부 방언에서는 '칸테크'(кантэк) 또는 '칸타흐'라고 하는데, 이것은 모두 한티어에서 '사람'을 의미하는 낱말이다.